# 大好きをあげたい
「大好きをあげたい」（だいすきをあげたい）は、1992年7月21日にNECアベニューから発売された川越美和の10枚目のシングルである。

## 概要
- TBS系TVドラマ 愛の劇場『天までとどけ2』主題歌。

## 収録曲
1. 大好きをあげたい
作詞：松井五郎、作曲：山口美央子、編曲：西平彰
2. 唇が終わってない
作詞：松井五郎、作曲：山口美央子、編曲：西平彰

| スタブアイコン | サブスタブ | この項目は、まだ閲覧者の調べものの参照としては役立たない、シングルに関連した書きかけの項目です。この項目を加筆・訂正などしてくださる協力者を求めています（P:音楽/PJ:楽曲）。 |